# Église Saint-Pierre-Claver de Carthagène des Indes
Pour les articles homonymes, voir Église Saint-Pierre-Claver.
L’église Saint-Pierre-Claver est une église jésuite du XVIIe siècle, sise dans le centre historique de la ville de Carthagène en Colombie. Une première église datant en 1580 est reconstruite au début du XVIIIe siècle. La présence du corps de saint Pierre Claver, l’apôtre des esclaves noirs, a fait de l’église un sanctuaire et un lieu de pèlerinages. L’église est aujourd’hui paroissiale et est toujours desservies par les jésuites.

## Histoire
Un groupe de 12 jésuites arrive à Carthagène en janvier 1604 pour y fonder un collège. Les cours commencent en janvier 1605. Ils construisent une première église.

### Église de Pierre Claver
Pierre Claver vit une quarantaine d’années au collège attenant à l’église, de 1614 à sa mort en 1654, exerçant un apostolat de grande compassion physique, morale et spirituelle auprès des esclaves noirs arrachés à leur Afrique natale, et débarqués en grand nombre, malades et moribonds, à Carthagène, qui est alors le plus grand marché d’esclaves de l’empire colonial espagnol. On estime qu’il a baptisé 300 000 d’entre eux. 
Dès après sa mort Pierre Claver est communément considéré comme un saint. Le procès en vue de sa béatification est bientôt ouvert, mais il faut près d’un siècle pour que Claver soit déclaré « Vénérable » ; ce sera fait en 1747 par le pape Benoît XIV.  La dévotion populaire grandissante conduit à la décision de reconstruire et agrandir l’église. 
Le projet est dirigé par les frères jésuites et architecte Laurent Koeninck, (belge) et Michel Schlesinger (bavarois). La nouvelle église du XVIIIe siècle est dédiée à saint Michel. Cependant, un document de 1764 y fait référence comme étant l’église Saint-François-de-Borgia.

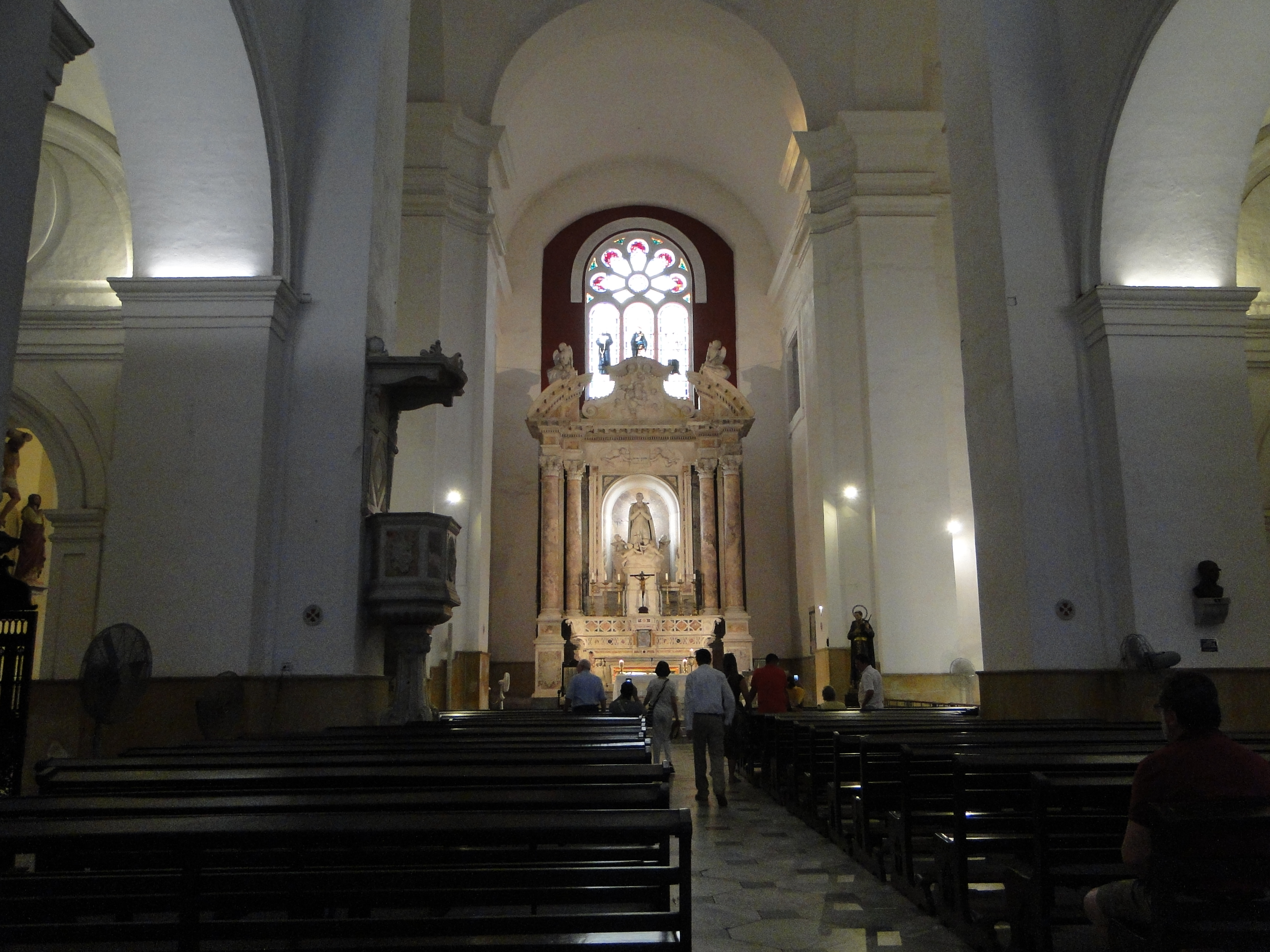
Vue intérieure de l’église.

### Expulsion des jésuites
En 1767 les jésuites doivent quitter Carthagène et tous les autres postes et collèges de l’empire colonial espagnol : ils en sont expulsés comme de toute maison et collège en territoire appartenant à la couronne d'Espagne. Peu après, l’Ordre religieux est supprimé universellement (en 1773). Les bâtiments du collège sont repris par les frères hospitaliers de saint Jean de Dieu qui l’utilisent comme hôpital (hôpital Saint-Sébastien). L’église devient l’église Saint-Jean-de-Dieu. 
L’indépendance de la Colombie en 1819 est suivie de luttes civiles sanglantes. Un parti anticlérical arrive au pouvoir en 1861 qui nationalise tous les biens de l’Église. Les religieux doivent quitter l’ancien collège. L’église, désacralisée, est utilisée comme étable par l’armée. Par superstition ou crainte, le tombeau de Pierre Claver est respecté et n’est pas violé. 
À la fin du XIXe siècle la Colombie retrouve la stabilité politique sous la présidence de Rafael Nunez. Celui-ci, en accord avec l’évêque de Carthagène, décide de rendre l’église au culte. En 1882 l’ordre est signé de restituer au diocèse l’église et les bâtiments y attenant. Des travaux de restauration sont entrepris. 

### Retour des jésuites
Le 15 janvier 1888 Pierre Claver est canonisé, à Rome, par le pape Léon XIII. L’événement est célébré à Carthagène dans la joie et solennité avec grand concours de foule et participation des autorités civiles et religieuses. L’église change une fois de plus de nom pour devenir l’église Saint-Pierre-Claver. En 1896 les jésuites reviennent à Carthagène. L’église leur est rendue et depuis lors ils y rendent de nombreux services pastoraux aux descendants des amis de l’apôtre des esclaves dans l’église qui s’appelle « paroisse-sanctuaire Saint Pierre Claver ».
En 1921 l’architecte français Gaston Lelarge remplace la coupole de l’église, vétuste et sans charme, par un dôme plus gracieux et nettement inspiré du style florentin de Michel-Ange et Filippo Brunelleschi. 
En juillet 1986, lors de son voyage en Colombie, le pape Jean-Paul II visite l’église et se recueille devant l’autel sous lequel se trouve la châsse vitrée contenant les restes mortels de saint Pierre Claver.

## Description

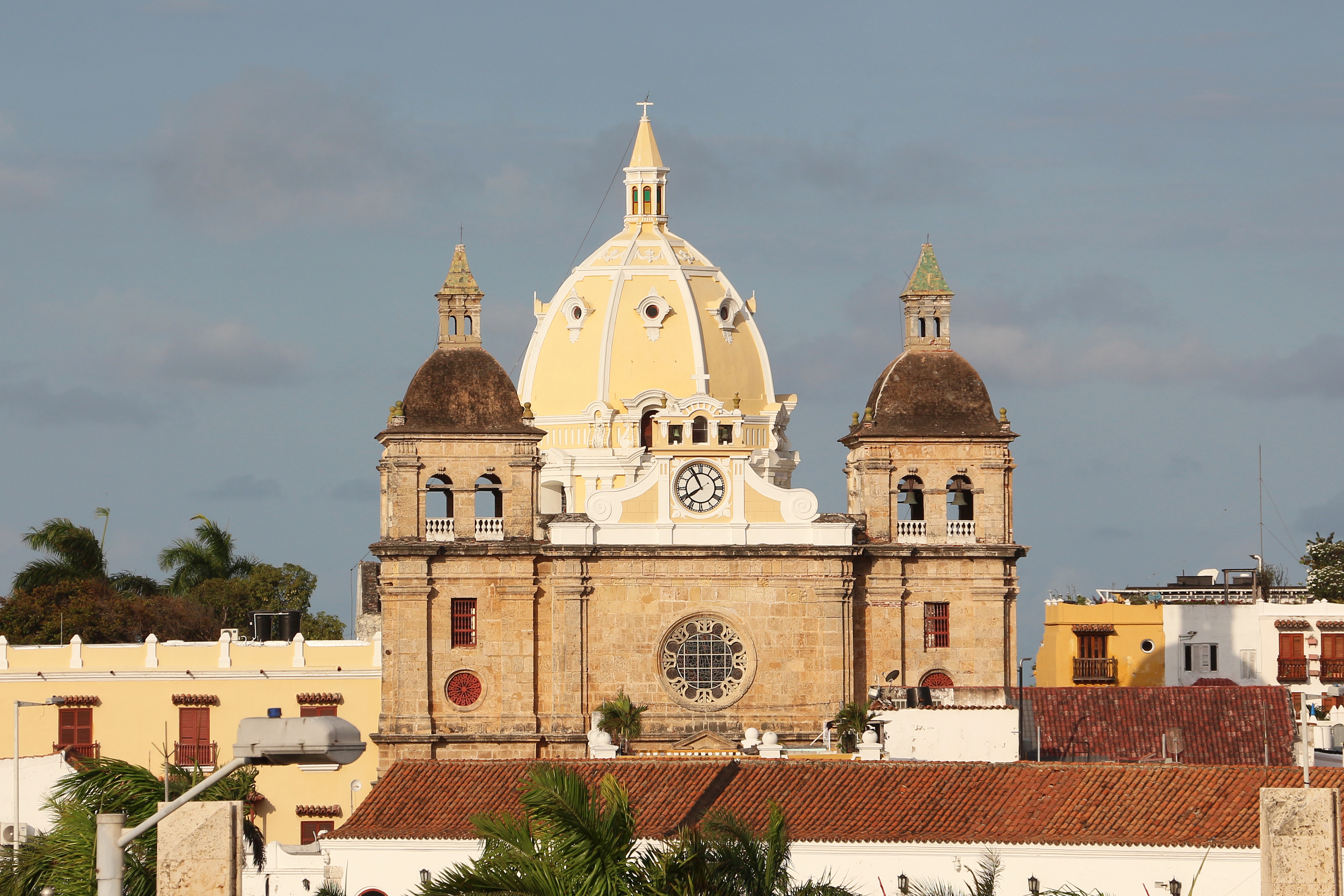
Le dôme de l'église et ses deux tours.

Sise sur la place homonyme, à deux pas du port et une centaine de mètres de la cathédrale l’église occupe une place centrale dans la vieille ville de Carthagène des Indes. Elle est flanquée à sa gauche du bâtiment qui était l’ancien collège jésuite (et résidence de Pierre Claver durant 40 ans), devenu, pour une partie la résidence des jésuites desservant la paroisse qui inclut un musée Saint-Pierre-Claver, et pour une autre un musée de la Marine militaire.
La façade de pierre de l’église Saint-Pierre-Claver est sobre et sévère. Elle ne ressemble en rien aux églises de style baroque flamboyant construites par les jésuites dans d’autres villes importantes de l’empire colonial espagnol (Quito, Lima, etc.).
La croisée du transept est surmontée d’un dôme de style florentin. Cette addition est récente (1921) et bien qu'esthétiquement assez réussie, est en contraste avec l’ensemble architectural de l’église. 
Sous l’autel principal du sanctuaire se trouve une large châsse vitrée contenant le corps de saint Pierre Claver.